# エルビンゲローデ
エルビンゲローデ (ドイツ語: Elbingerode, [ɛlbɪŋɡəˈroːdə]) は、ドイツ連邦共和国ニーダーザクセン州ゲッティンゲン郡のザムトゲマインデ・ハットルフ・アム・ハルツを構成する町村（以下、本項では便宜上「町」と記述する）である。エルビンゲローデ・アム・ハルツとも呼ばれる。

## 地理

### 位置
エルビンゲローデは、オーバーハルツ南西部、ハルツ自然公園内のオーダー川支流ジーバー川沿いに位置する。この町は、ゼーゼンからノルトハウゼンに通じる連邦道 B243号線や、ゲッティンゲンからブランケンブルクに通じる連邦道 B27号線に近い。このほかに郡道 K7号線がこの町の北西を回り込んでいる。

### 隣接する市町村
エルビンゲローデは、北はヘルデン・アム・ハルツ、西および南はハットルフ・アム・ハルツ、東はヘルツベルク・アム・ハルツと境を接している。

## 歴史
2016年11月1日にオステローデ・アム・ハルツ郡とゲッティンゲン郡が合併して以後、エルビンゲローデはゲッティンゲン郡に属している。

### 地名
この集落の古い表記には以下のものがある: 1206年 Alvelingerot、1209年 Elvelingerod、1258年 Elvelingerode および Elvelingeroth、1311年 Elvelingerode、1319年 Eluelingerode、1330年 Elvelingherode、1341年 Elbelingerode、1343年 Eluelingerode、1427年 Elbingerode、1500年以降 Elvelingerod。この地名は、‑inge-rode を含む形で構成されている。これはおおむね「○○の人々の開墾地」という意味である。この形の集落名は、ハルツ山地周辺で見られる。ヴェルニゲローデ郡のエルビンゲローデは、オステローデ・アム・ハルツ郡のエルビンゲローデと同じく「アタルヴィンのジッペの開墾地」という意味である。

## 行政

### 議会
エルビンゲローデの町議会は、7議席で構成されている。

## 文化と見所
エルビンゲローデには以下のクラブ・協会がある。
- MTV エルビンゲローデ（スポーツクラブ）
- エルビンゲローデ謝肉祭クラブ
- MGV エルビンゲローデ（男声合唱団）
- エルビンゲローデ消防団
- ラントフォルク（民俗学）
- 郷土協会
- 射撃協会
- 林業組合